# Gampong Baro L
Gampong Baro L is een bestuurslaag in het regentschap Aceh Jaya van de provincie Atjeh, Indonesië. Gampong Baro L telt 339 inwoners (volkstelling 2010).